# Старосалмановское сельское поселение
Старосалмановское се́льское поселе́ние — муниципальное образование в Алькеевском районе Татарстана Российской Федерации.
Административный центр — село Старые Салманы.

## География
Расположено на северо-западе района. Граничит с Салманским, Каргопольским, Базарно-Матакским, Староматакским, Кошкинским сельскими поселениями и Спасским районом.
Крупнейшие реки — Салманка и её приток Нохратка, Актай.
По границе поселения проходит автодорога 16К-0264 "Базарные Матаки – Болгар", от которой отходит тупиковая автодорога Новые Салманы – Старые Салманы – Старая Тахтала.

## История
Статус и границы сельского поселения установлены Законом Республики Татарстан от 31 января 2005 года № 10-ЗРТ «Об установлении границ территорий и статусе муниципального образования "Алькеевский муниципальный район" и муниципальных образований в его составе».

## Глава
Халиуллин Айдар Ринатович - глава Старосалмановского сельского поселения.10.01.1976 года Родился в селе Карамала Алькеевского муниципального района Республики Татарстан.
| 2010 | 2011 | 2012 | 2013 | 2014 | 2015 | 2016 |
| ---- | ---- | ---- | ---- | ---- | ---- | ---- |
| 844  | ↘841 | ↘823 | ↘806 | ↘788 | ↘771 | ↘751 |
| 2017 | 2018 |      |      |      |      |      |
| ↘732 | ↘723 |      |      |      |      |      |

## Состав сельского поселения
| № | Населённый пункт | Тип населённого пункта       | Население (2010) |
| - | ---------------- | ---------------------------- | ---------------- |
| 1 | Новая Тахтала    | деревня                      | 0                |
| 2 | Новый Баллыкуль  | село                         | 72               |
| 3 | Старая Тахтала   | село                         | 323              |
| 4 | Старые Нохраты   | деревня                      | 4                |
| 5 | Старые Салманы   | село, административный центр | 445              |